# Clinteria tosevski
Clinteria tosevski är en skalbaggsart som beskrevs av Pavicevic 1984. Clinteria tosevski ingår i släktet Clinteria och familjen Cetoniidae. Inga underarter finns listade i Catalogue of Life.